# Valeria Morosini
Valeria Morosini (Fano, 15 giugno 1974) è un'attrice italiana.
Attrice di teatro, cinema e televisione, è diventata nota al grande pubblico per l'interpretazione del ruolo di Emma Contini nella soap opera di Rai 3, Un posto al sole, dal novembre 2004 al febbraio 2007, e in due puntate del 2008.

## Filmografia parziale
- Il conte di Montecristo, regia di Ugo Gregoretti - TV (1996)
- Nebbia in Val Padana, regia di Felice Farina - Serie TV (2000)
- Il mnemonista, regia di Paolo Rosa (2000)
- Piccolo mondo antico, regia di Cinzia TH Torrini - Miniserie TV (2001)
- Senza filtro, regia di Mimmo Raimondi (2001)
- La squadra, serie 5 episodio 9 (2005)
- Un posto al sole, registi vari - Soap opera (2004-2007, 2008) - Ruolo: Emma Contini
- Per non dimenticarti, regia di Mariantonia Avati (2006) - Ruolo: Anita
- Un posto al sole d'estate, registi vari - Soap opera (2008) - Ruolo: Emma Contini
- Terapia d'urgenza, regia di Gianpaolo Tescari, Lucio Gaudino e Carmine Elia (2008) - Ruolo: Olga Palumbo